# Lavelanet-de-Comminges
Pour les articles homonymes, voir Lavelanet.
Lavelanet-de-Comminges est une commune française située dans le centre du département de la Haute-Garonne en région Occitanie.
Sur le plan historique et culturel, la commune est dans le Volvestre, constitué des vallées de l'Arize et du Volp, proche de la vallée de la Garonne, situé au sud de Toulouse et en partie nord du Couserans. Exposée à un climat océanique altéré, elle est drainée par le Garagnon, le ruisseau le lamesan et par divers autres petits cours d'eau.
Lavelanet-de-Comminges est une commune rurale qui compte 657 habitants en 2022, après avoir connu une forte hausse de la population depuis 1975. Elle fait partie de l'aire d'attraction de Toulouse. Ses habitants sont appelés les Lavelanéciens ou  Lavelanéciennes.

## Géographie

### Localisation
La commune de Lavelanet-de-Comminges se trouve dans le département de la Haute-Garonne, en région Occitanie.
Elle se situe à 47 km à vol d'oiseau de Toulouse, préfecture du département, à 28 km de Muret, sous-préfecture, et à 31 km d'Auterive, bureau centralisateur du canton d'Auterive dont dépend la commune depuis 2015 pour les élections départementales.
La commune fait en outre partie du bassin de vie de Cazères.
Les communes les plus proches sont : 
Saint-Élix-le-Château (3,1 km), Saint-Julien-sur-Garonne (3,1 km), Gensac-sur-Garonne (4,4 km), Le Fousseret (5,2 km), Salles-sur-Garonne (5,3 km), Marignac-Lasclares (5,8 km), Cazères (6,1 km), Lafitte-Vigordane (6,1 km).
Sur le plan historique et culturel, Lavelanet-de-Comminges fait partie du Volvestre, constitué des vallées de l'Arize et du Volp, proche de la vallée de la Garonne, situé au sud de Toulouse et en partie nord du Couserans.
Lavelanet-de-Comminges est limitrophe de quatre autres communes.
Les communes limitrophes sont Saint-Élix-le-Château, Cazères, Le Fousseret et Saint-Julien-sur-Garonne.
| Le Fousseret |                        | Saint-Élix-le-Château    |
|              | Lavelanet-de-Comminges |                          |
| Cazères      |                        | Saint-Julien-sur-Garonne |

### Géologie
La commune de Lavelanet-de-Comminges est établie sur la première terrasse de la Garonne en rive gauche.
La superficie de la commune est de 1 354 hectares ; son altitude varie de 232  à   253 mètres.

### Hydrographie

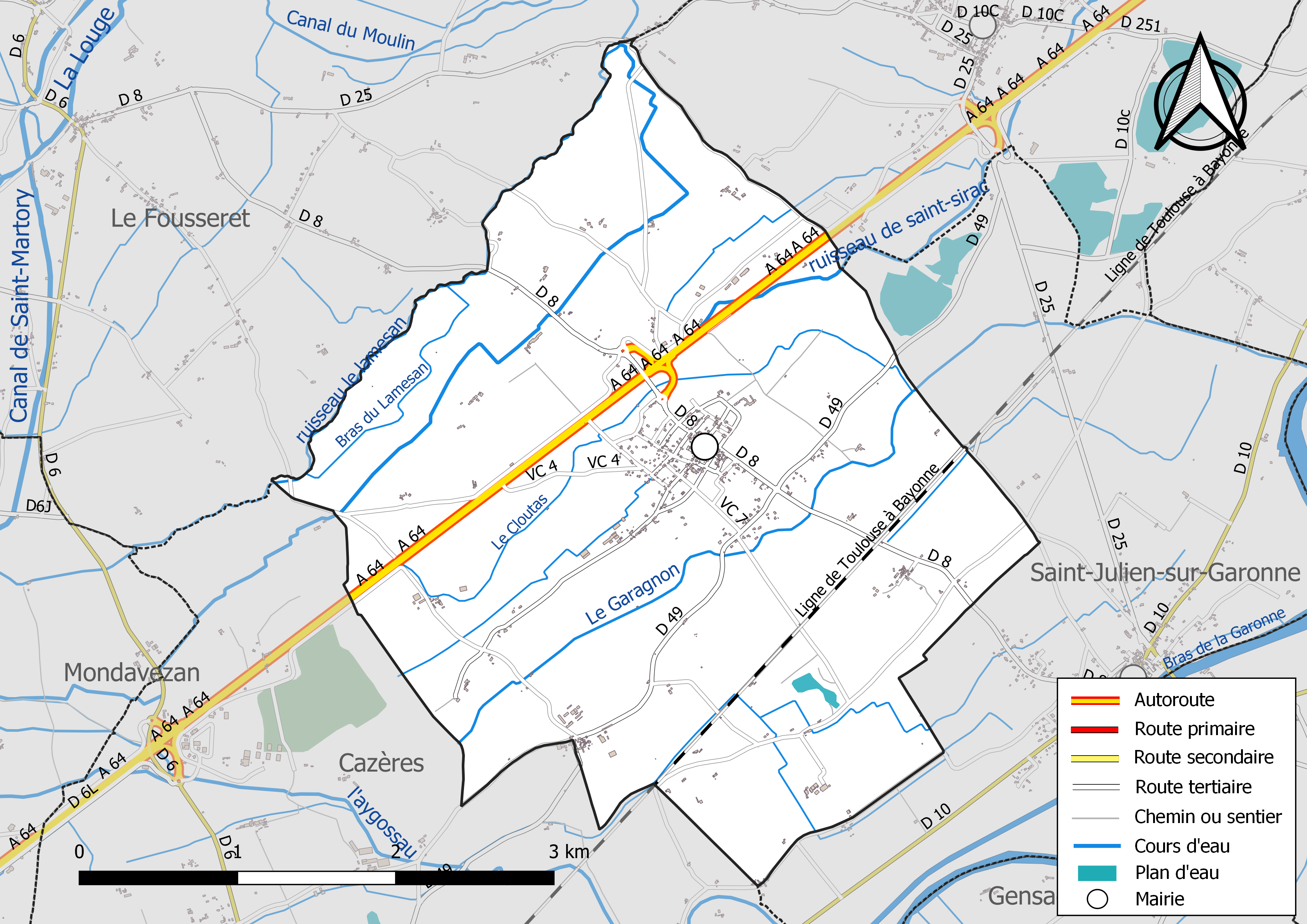
Réseaux hydrographique et routier de Lavelanet-de-Comminges.

La commune est dans le bassin de la Garonne, au sein du bassin hydrographique Adour-Garonne. Elle est drainée par le Garagnon, le ruisseau le lamesan un bras du Lamesan le Cloutas et par divers petits cours d'eau, constituant un réseau hydrographique de 25 km de longueur totale,.

### Climat
Pour des articles plus généraux, voir Climat de l'Occitanie et Climat de la Haute-Garonne.
En 2010, le climat de la commune est de type climat du Bassin du Sud-Ouest, selon une étude s'appuyant sur une série de données couvrant la période 1971-2000. En 2020, Météo-France publie une typologie des climats de la France métropolitaine dans laquelle la commune est exposée à un climat océanique altéré et est dans la région climatique Aquitaine, Gascogne, caractérisée par une pluviométrie abondante au printemps, modérée en automne, un faible ensoleillement au printemps, un été chaud (19,5 °C), des vents faibles, des brouillards fréquents en automne et en hiver et des orages fréquents en été (15 à 20 jours).
Pour la période 1971-2000, la température annuelle moyenne est de 12,9 °C, avec une amplitude thermique annuelle de 15,7 °C. Le cumul annuel moyen de précipitations est de 740 mm, avec 8,9 jours de précipitations en janvier et 5,6 jours en juillet. Pour la période 1991-2020, la température moyenne annuelle observée sur la station météorologique la plus proche, située sur la commune de Palaminy à 7 km à vol d'oiseau, est de 13,2 °C et le cumul annuel moyen de précipitations est de 715,2 mm,. Pour l'avenir, les paramètres climatiques de la commune estimés pour 2050 selon différents scénarios d'émission de gaz à effet de serre sont consultables sur un site dédié publié par Météo-France en novembre 2022.

### Milieux naturels et biodiversité
Aucun espace naturel présentant un intérêt patrimonial n'est recensé sur la commune dans l'inventaire national du patrimoine naturel,,.

## Urbanisme

### Typologie
Au 1er janvier 2024, Lavelanet-de-Comminges est catégorisée commune rurale à habitat dispersé, selon la nouvelle grille communale de densité à sept niveaux définie par l'Insee en 2022.
Elle est située hors unité urbaine. Par ailleurs la commune fait partie de l'aire d'attraction de Toulouse, dont elle est une commune de la couronne,. Cette aire, qui regroupe 527 communes, est catégorisée dans les aires de 700 000 habitants ou plus (hors Paris),.

### Occupation des sols
L'occupation des sols de la commune, telle qu'elle ressort de la base de données européenne d’occupation biophysique des sols Corine Land Cover (CLC), est marquée par l'importance des territoires agricoles (97,5 % en 2018), une proportion sensiblement équivalente à celle de 1990 (97,8 %). La répartition détaillée en 2018 est la suivante : 
terres arables (56,4 %), zones agricoles hétérogènes (29,6 %), prairies (11,5 %), zones urbanisées (2,5 %). L'évolution de l’occupation des sols de la commune et de ses infrastructures peut être observée sur les différentes représentations cartographiques du territoire : la carte de Cassini (XVIIIe siècle), la carte d'état-major (1820-1866) et les cartes ou photos aériennes de l'IGN pour la période actuelle (1950 à aujourd'hui).

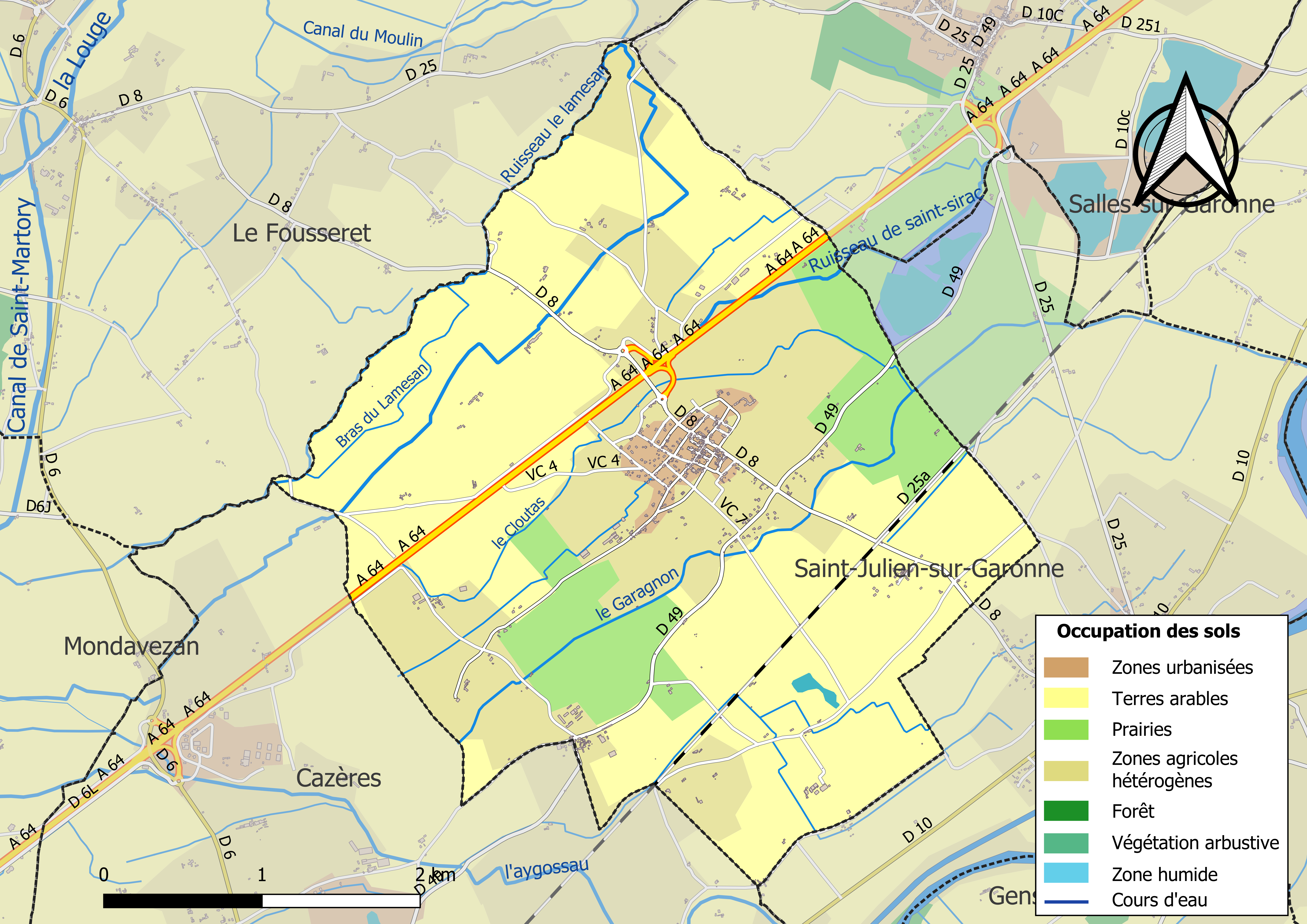
Carte des infrastructures et de l'occupation des sols de la commune en 2018 (CLC).

### Morphologie urbaine
L'essentiel des constructions est situé autour de son église.

### Logement
L'urbanisation croissante s'explique par la périurbanisation due à la proximité de Toulouse, Lavelanet-de-Comminges faisant partie de son aire urbaine.

### Risques naturels et technologiques
Lavelanet-de-Comminges est située sur une zone à risque de coulées de boue.
La commune est également concernée par un risque de séisme de 2/5 (faible).

### Voies de communication et transports
- Par la route : l'A64, sortie  24.
- Par le train : en gare de Carbonne ou gare de Cazères sur la ligne Toulouse - Bayonne.

La ligne 379 du réseau Arc-en-Ciel relie la commune au centre-ville de Saint-Gaudens.

## Toponymie
Son nom viendrait de L’Aveylas ou L’Aveynas un lieu planté de noisetiers.

## Histoire
L’occupation humaine de la commune remonterait de l'époque gallo-romaine comme l'atteste le site gallo-romain de Serres.
La bastide a été créée entre 1260 et 1270 par Alphonse de Poitiers comte de Toulouse.

## Politique et administration

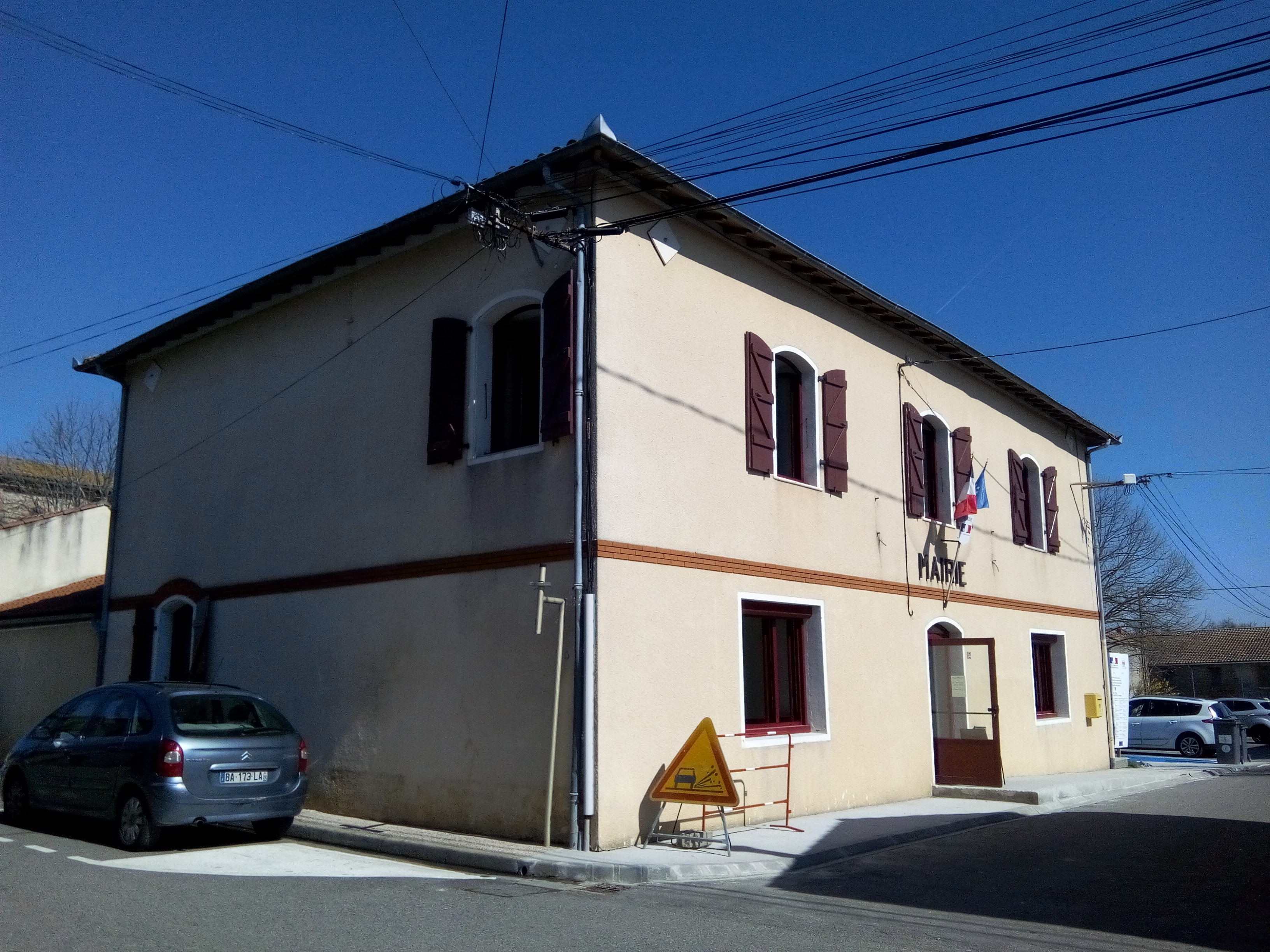
Mairie

### Administration municipale
Le nombre d'habitants au recensement de 2017 étant compris entre 500 habitants et 1 499 habitants, le nombre de membres du conseil municipal pour l'élection de 2020 est de quinze,.

### Rattachements administratifs et électoraux
Commune faisant partie de la septième circonscription de la Haute-Garonne, de la communauté de communes du Volvestre et du canton d'Auterive (avant le redécoupage départemental de 2014, Lavelanet-de-Comminges faisait partie de l'ex-canton de Rieux-Volvestre).

### Jumelages
- Brazii (Roumanie)
- Narthang (Tibet) depuis 2012

## Population et société

### Démographie
L'évolution du nombre d'habitants est connue à travers les recensements de la population effectués dans la commune depuis 1793. Pour les communes de moins de 10 000 habitants, une enquête de recensement portant sur toute la population est réalisée tous les cinq ans, les populations de référence des années intermédiaires étant quant à elles estimées par interpolation ou extrapolation. Pour la commune, le premier recensement exhaustif entrant dans le cadre du nouveau dispositif a été réalisé en 2004.

En 2022, la commune comptait 657 habitants, en évolution de +4,12 % par rapport à 2016 (Haute-Garonne : +8,02 %, France hors Mayotte : +2,11 %).
| 1793 | 1800 | 1806 | 1821 | 1831 | 1836 | 1841 | 1846 | 1851 |
| ---- | ---- | ---- | ---- | ---- | ---- | ---- | ---- | ---- |
| 418  | 750  | 550  | 618  | 595  | 582  | 579  | 590  | 634  |

| 1856 | 1861 | 1866 | 1872 | 1876 | 1881 | 1886 | 1891 | 1896 |
| ---- | ---- | ---- | ---- | ---- | ---- | ---- | ---- | ---- |
| 648  | 592  | 602  | 549  | 585  | 600  | 639  | 650  | 649  |

| 1901 | 1906 | 1911 | 1921 | 1926 | 1931 | 1936 | 1946 | 1954 |
| ---- | ---- | ---- | ---- | ---- | ---- | ---- | ---- | ---- |
| 649  | 594  | 603  | 533  | 539  | 511  | 524  | 508  | 490  |

| 1962 | 1968 | 1975 | 1982 | 1990 | 1999 | 2004 | 2006 | 2009 |
| ---- | ---- | ---- | ---- | ---- | ---- | ---- | ---- | ---- |
| 517  | 491  | 492  | 420  | 465  | 483  | 524  | 526  | 554  |

| 2014 | 2019 | 2022 | - | - | - | - | - | - |
| ---- | ---- | ---- | - | - | - | - | - | - |
| 611  | 614  | 657  | - | - | - | - | - | - |

| selon la population municipale des années : | 1968 | 1975 | 1982 | 1990 | 1999 | 2006 | 2009 | 2013 |
| Rang de la commune dans le département      | 125  | 178  | 216  | 205  | 213  | 218  | 217  | 217  |
| Nombre de communes du département           | 592  | 582  | 586  | 588  | 588  | 588  | 589  | 589  |

### Enseignement

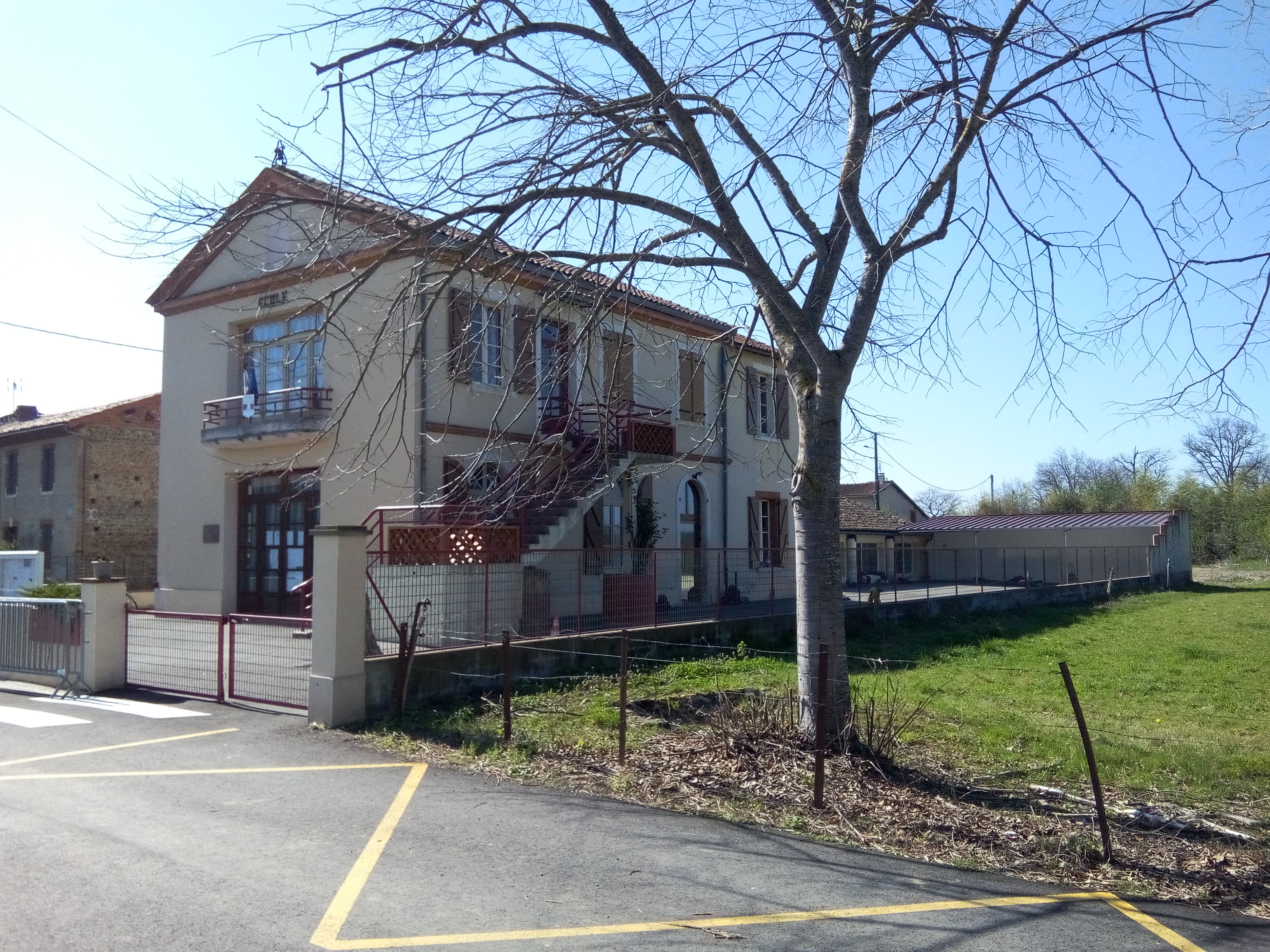
L'école

Lavelanet-de-Comminges fait partie de l'académie de Toulouse.
La commune possède une possède une école primaire : école maternelle et élémentaire, l'école des Noisettes.

### Culture
Maison des associations, salle des fêtes, bibliothèque-médiathèque, ludothèque, théâtre, ferme pédagogique de Paillac,

### Activités sportives
Le village possède un stade de football, le stade Robert Sérignac où joue l'équipe du Volvestre. Il possède également un court de tennis. pétanque, chasse, équitation,

### Écologie et recyclage
La collecte et le traitement des déchets des ménages et des déchets assimilés ainsi que la protection et la mise en valeur de l'environnement se font dans le cadre de la communauté de communes du Volvestre,.
Il existe une déchèterie sur la commune de Carbonne en limite de la commune de Peyssies.

## Économie

### Revenus
En 2018  (données Insee publiées en septembre 2021), la commune compte 249 ménages fiscaux, regroupant 602 personnes. La médiane du revenu disponible par unité de consommation est de 21 620 € (23 140 € dans le département).

### Emploi
|                | 2008  | 2013  | 2018  |
| -------------- | ----- | ----- | ----- |
| Commune        | 3,9 % | 7 %   | 3,8 % |
| Département    | 7,7 % | 9,6 % | 9,3 % |
| France entière | 8,3 % | 10 %  | 10 %  |

En 2018, la population âgée de 15 à 64 ans s'élève à 370 personnes, parmi lesquelles on compte 78,7 % d'actifs (74,9 % ayant un emploi et 3,8 % de chômeurs) et 21,3 % d'inactifs,. Depuis 2008, le taux de chômage communal (au sens du recensement) des 15-64 ans est inférieur à celui de la France et du département.
La commune fait partie de la couronne de l'aire d'attraction de Toulouse, du fait qu'au moins 15 % des actifs travaillent dans le pôle,. Elle compte 199 emplois en 2018, contre 153 en 2013 et 130 en 2008. Le nombre d'actifs ayant un emploi résidant dans la commune est de 281, soit un indicateur de concentration d'emploi de 70,8 % et un taux d'activité parmi les 15 ans ou plus de 59,7 %.
Sur ces 281 actifs de 15 ans ou plus ayant un emploi, 66 travaillent dans la commune, soit 23 % des habitants. Pour se rendre au travail, 88,8 % des habitants utilisent un véhicule personnel ou de fonction à quatre roues, 3,2 % les transports en commun, 1,5 % s'y rendent en deux-roues, à vélo ou à pied et 6,5 % n'ont pas besoin de transport (travail au domicile).

### Activités hors agriculture

#### Secteurs d'activités
67 établissements sont implantés  à Lavelanet-de-Comminges au 31 décembre 2019. Le tableau ci-dessous en détaille le nombre par secteur d'activité et compare les ratios avec ceux du département,.
| Secteur d'activité                                                                                        | Commune | Commune | Département |
| Secteur d'activité                                                                                        | Nombre  | %       | %           |
| --- | ------- | ------- | ----------- |
| Ensemble                                                                                                  | 67      |         |             |
| Industrie manufacturière, industries extractives et autres                                                | 10      | 14,9 %  | (5,7 %)     |
| Construction                                                                                              | 13      | 19,4 %  | (12 %)      |
| Commerce de gros et de détail, transports, hébergement et restauration                                    | 21      | 31,3 %  | (25,9 %)    |
| Information et communication                                                                              | 3       | 4,5 %   | (4,1 %)     |
| Activités immobilières                                                                                    | 1       | 1,5 %   | (4,2 %)     |
| Activités spécialisées, scientifiques et techniques et activités de services administratifs et de soutien | 10      | 14,9 %  | (19,8 %)    |
| Administration publique, enseignement, santé humaine et action sociale                                    | 4       | 6 %     | (16,6 %)    |
| Autres activités de services                                                                              | 5       | 7,5 %   | (7,9 %)     |

Le secteur du commerce de gros et de détail, des transports, de l'hébergement et de la restauration est prépondérant sur la commune puisqu'il représente 31,3 % du nombre total d'établissements de la commune (21 sur les 67 entreprises implantées  à Lavelanet-de-Comminges), contre 25,9 % au niveau départemental.

#### Entreprises et commerces
Les cinq entreprises ayant leur siège social sur le territoire communal qui génèrent le plus de chiffre d'affaires en 2020 sont : 
- See Jean Bergougnan Et Fils, commerce de gros (commerce interentreprises) d'animaux vivants (20 493 k€)
- Isodoc France, fabrication de portes et fenêtres en métal (2 783 k€)
- Alter Energies, travaux d'installation d'eau et de gaz en tous locaux (801 k€)
- Laboratoire Dentaire Saint Blancat, fabrication de matériel médico-chirurgical et dentaire (178 k€)
- Guy Laroche Terrassements, travaux de terrassement courants et travaux préparatoires (83 k€)

### Agriculture
La commune est dans « les Vallées », une petite région agricole consacrée à la polyculture sur les plaines et terrasses alluviales qui s’étendent de part et d’autre des sillons marqués par la Garonne et l’Ariège. En 2020, l'orientation technico-économique de l'agriculture  sur la commune est la polyculture et/ou le polyélevage.
|               | 1988  | 2000  | 2010  | 2020  |
| ------------- | ----- | ----- | ----- | ----- |
| Exploitations | 37    | 33    | 22    | 18    |
| SAU (ha)      | 1 194 | 1 277 | 1 181 | 1 244 |

Le nombre d'exploitations agricoles en activité et ayant leur siège dans la commune est passé de 37 lors du recensement agricole de 1988  à 33 en 2000 puis à 22 en 2010 et enfin à 18 en 2020, soit une baisse de 51 % en 32 ans. Le même mouvement est observé à l'échelle du département qui a perdu pendant cette période 57 % de ses exploitations,. La surface agricole utilisée sur la commune a quant à elle augmenté, passant de 1 194 ha en 1988 à 1 244 ha en 2020. Parallèlement la surface agricole utilisée moyenne par exploitation a augmenté, passant de 32 à 69 ha.

## Culture locale et patrimoine

### Lieux et monuments

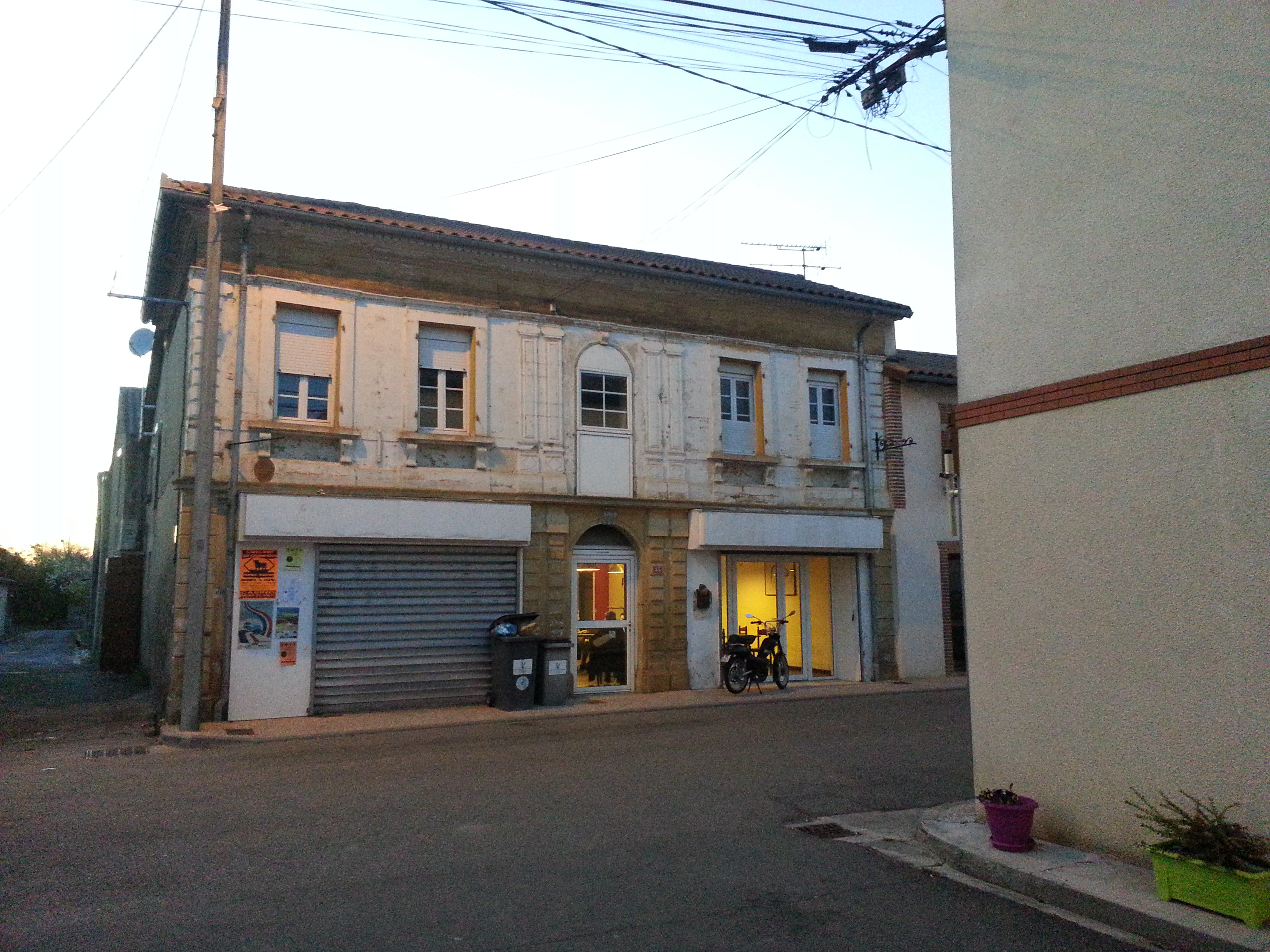
La maison des associations

- Église Saint-Barthélemy.
- place du 19 mars
- Château d'eau
- La maison des associations

### Personnalités liées à la commune
- Joseph comte de Caffarelli, (1760-1845), premier préfet maritime de Brest, pair de France, Grand officier de la Légion d'honneur
- Louis Alquier-Bouffard, (1822-1911), maire de Castres puis de Lavelanet
- Colonel Auguste Gleizes, polytechnicien, colonel du génie
- Colonel Joseph Bezard, colonel de cavalerie, historien de la commune
- Étienne de Lassus Saint Geniès (1887-1979), industriel, Grand officier de la Légion d'honneur
- Paul Garrigues (1944-2011), joueur de rugby à XV avec le Stade toulousain de 1964 à 1973, né à Lavelanet-de-Comminges

### Héraldique
| Blason de Lavelanet-de-Comminges | Blason  | D'azur au cimeterre dressé et à la masse à picotons d'or passés en sautoir et au bonnet phrygien de gueules brochant, le tout soutenu de deux branches de laurier de sinople; à la bordure d'argent enclavée en chef, chargée de sept noisettes au naturel, 2, 2, 2 et 1 et d'une croix cléchée et pommetée d'or remplie de gueules au point du chef. |
| Blason de Lavelanet-de-Comminges | Détails | Le statut officiel du blason reste à déterminer. |

## Pour approfondir